# Canción para matar una culebra
Canción para matar una culebra es el décimo séptimo álbum de estudio de la banda chilena Inti-Illimani. Grabado en Roma en febrero de 1979, fue lanzado originalmente como un LP el mismo año. El título del disco hace referencia a un poema del cubano Nicolás Guillén y que posteriormente Horacio Salinas musicalizó para este disco. 
Este álbum fue lanzado en Italia, país donde vivieron los integrantes de la banda durante años, luego de su exilio de Chile producto del Golpe de Estado de 1973.

## Lista de canciones
| Lado A |                                            |                                  |          |  |
| N.º    | Título                                     | Escritor(es)                     | Duración |  |
| 1.     | «Hermanochay»                              | Zenobio Dagha Sapaico            | 3:50     |  |
| 2.     | «Trigales» (Instrumental)                  | Horacio Salinas                  | 3:14     |  |
| 3.     | «La mar cuando está variable»              | Patricio Manns                   | 3:02     |  |
| 4.     | «Retrato»                                  | Patricio Manns, Horacio Salinas  | 2:52     |  |
| 5.     | «La petenera»                              | popular mexicana                 | 2:52     |  |
| 6.     | «Sensemayá (Canto para matar una culebra)» | Nicolás Guillén, Horacio Salinas | 3:26     |  |

| Lado B |                                         |                                 |          |  |
| N.º    | Título                                  | Escritor(es)                    | Duración |  |
| 1.     | «Polo doliente»                         | Aquiles Nazoa                   | 3:07     |  |
| 2.     | «Allá viene un corazón»                 | popular venezolana              | 2:05     |  |
| 3.     | «Vuelvo»                                | Patricio Manns, Horacio Salinas | 3:21     |  |
| 4.     | «Derrota de Don Quijote» (Instrumental) | Horacio Salinas                 | 3:35     |  |
| 5.     | «Angelita Huenumán»                     | Víctor Jara                     | 3:08     |  |
| 6.     | «Samba landó»                           | Manns, Salinas, Seves           | 3:55     |  |

## Créditos
Inti-Illimani
- Max Berrú: bombo legüero, caja, maracas, palmas, voz, coros
- Jorge Coulón: voz, guitarra, tiple, sicu
- Marcelo Coulón: quena, guitarrón mexicano, sicu, bongó, voz
- Horacio Durán: charango, cuatro, violín, coros
- Horacio Salinas: voz, guitarra, dirección musical
- José Seves: voz, guitarra, quena, sicu, congas